# 8539 Laban
8539 Laban eller 1993 FT32 är en asteroid i huvudbältet som upptäcktes den 19 mars 1993 av den svenske astronomen Claes-Ingvar Lagerkvist vid La Silla-observatoriet i Chile. Den är uppkallad efter den fiktiva karaktären Laban skapad av Gösta Knutsson.
Asteroiden har en diameter på ungefär 7 kilometer och den tillhör asteroidgruppen Koronis.